# Pietro Lunardi
Pietro Lunardi (Parma, 19 luglio 1939) è un imprenditore, ingegnere e politico italiano.

## Biografia
Si è laureato in ingegneria civile dei trasporti all'Università di Padova nel 1966.
Dal 1972 al 1974 è esercitatore di geotecnica. Dal 1974 al 1989 insegna "Consolidamento del suolo e delle rocce" alla facoltà di Ingegneria dell'Università di Firenze. Dal 1989 al 1994 è docente di "Difesa e conservazione del suolo" alla facoltà di Ingegneria dell'Università di Parma.

## Attività professionale
Dal 1967 lavora con la Cogefar Spa: come responsabile dell'ufficio Geotecnico e Geomeccanico (dal 1972), segue la progettazione e la realizzazione di diverse dighe (in Camerun, in Guatemala, in Kenya e, in Italia, a Ridracoli), gallerie e stazioni sotterranee per metropolitane (Singapore, Atene, Lione, Milano, Roma, Genova, Napoli), grandi trafori (Gran Sasso e Frejus).
Nel 1979 fonda la Rocksoil (Srl, poi Spa), società di geoingegneria specializzata nella realizzazione di tunnel e gallerie. Lunardi si occupa della ricostruzione del ponte ferroviario sul fiume Taro (1982) e nel 1987 lavora all'esperimento della tracimazione del lago formatosi nella Val Pola durante l'alluvione della Valtellina del luglio 1987.
È stato presidente della Società Italiana Gallerie.

## Attività da funzionario pubblico
Nel 1987 è nominato Presidente della Commissione tecnico-scientifica della Regione Lombardia per la ricostruzione e la riconversione della Valtellina e delle zone della Lombardia colpite dalle calamità idrogeologiche del luglio 1987. Presso il ministero per il Coordinamento della Protezione Civile, è stato vicepresidente della "Commissione Valtellina".
È stato consigliere del Presidente del Consiglio Giovanni Goria per i problemi della difesa e conservazione del territorio in relazione alle grandi infrastrutture (1987-1988), membro della Commissione Grandi Rischi del Ministero per la Protezione Civile (1984-1995), membro del Comitato Nazionale per la difesa del suolo del Ministero dei lavori pubblici (1991-1994).
In seguito fa parte della Commissione di esperti della Traforo del Monte Bianco S.p.A. sull'incendio che nel marzo 1999 portò alla chiusura del Traforo del Monte Bianco, del quale ha redatto il progetto di ripristino. È inoltre membro della commissione tecnico-scientifica mista italo/francese nominata dal Comitato Comune di Amministrazione delle Concessionarie del Traforo del Monte Bianco.

## Ministro delle Infrastrutture e dei Trasporti (2001-06)
Lunardi ricopre la carica di Ministro delle infrastrutture e dei trasporti (formato dalla fusione dei Ministeri dei Lavori Pubblici, dei Trasporti, della Marina Mercantile e delle Aree Urbane) nei Governi Berlusconi II e III (2001-06).
Le principali realizzazioni di Lunardi nel periodo del suo mandato ministeriale includono:
- La Legge Obiettivo per le Grandi Opere (Legge delega 21 dicembre 2001, n. 443 recante "Delega al Governo in materia di infrastrutture e insediamenti produttivi strategici e altri interventi per il rilancio delle attività produttive"[8]) è volta a superare la competenza concorrente Stato-Regioni introdotta dall'art. 117 del riformato titolo V della Costituzione. In base alla Legge Obiettivo, l'elenco delle opere da realizzare è stilato dal Governo e inserito nel DPEF, non necessariamente in coerenza con le previsioni del Piano generale dei Trasporti e con i relativi Piani Regionali. La legge obiettivo è stata criticata per i sistemi di deroga alle gare d'appalto e alla valutazione d'impatto ambientale[9][10] e ha causato un ricorso della Regione Toscana alla Corte costituzionale per mancato rispetto del riparto delle competenze Stato-Regioni[11], ricorso non andato a buon fine.
- La riforma del Codice della Strada (decreto legislativo 15 gennaio 2002, n. 9[12], come previsto dalla legge delega 22 marzo 2001, n. 85,[13] approvata dalla precedente legislatura), introduce la patente a punti, cioè l'attribuzione di un plafond numerico di 20 punti ad ogni possessore di licenza di guida, da cui si vanno a scalare punti in quantità variabile ad ogni infrazione rilevata al Codice della Strada[14].
- La riorganizzazione delle "normative tecniche per le costruzioni", approvata tramite Decreto Ministeriale nel 2005, che ha suscitato polemiche negli ambiti professionali e accademici a causa di imprecisioni, solo in parte risolte durante la fase di revisione[15]
- Il "master plan della Unione Europea"; con tale strumento, a differenza del passato in cui l'Italia era interessata da soli due segmenti (il Monaco – Verona e il Trieste – Kiev), l'Italia ottiene 6 interventi strategici: il Corridoio 5 (Lisbona – Lione – Torino – Trieste – Kiev), il Corridoio 1 (Berlino – Palermo), il Corridoio 24 (Rotterdam – Genova), il Ponte sullo Stretto, il Corridoio Bari – Durazzo – Varna, le “Autostrade del Mare”.
- La difesa della laguna di Venezia (Mo.SE).
- Le “Intese Generali Quadro” con tutte le Regioni.

A partire dal 2001, Lunardi si è dichiarato favorevole all'elevazione dei limiti di velocità sulle autostrade fino a 150–160 km/h, ma non è mai riuscito a far passare la misura in Consiglio dei Ministri.
Il 16 febbraio 2005 la Camera respinge con 186 sì e 267 no una mozione di sfiducia presentata dalle opposizioni nei suoi confronti per il blocco prolungato dell'A3 Salerno-Reggio Calabria causato dalla neve il precedente gennaio.

## Senatore di Forza Italia e Deputato PdL
Alle elezioni politiche del 2006, Pietro Lunardi viene eletto per la prima volta in Parlamento, come senatore per Forza Italia nella regione Emilia-Romagna.
Nel 2008 è ricandidato e rieletto alla Camera dei deputati per il Popolo della Libertà. Assieme ad altri deputati, ha proposto la reintroduzione dell'immunità parlamentare (Ddl C.1509).

## Indagini giudiziarie
Il 19 giugno 2010 Lunardi è indagato nell'ambito dell'inchiesta sugli appalti G8 per corruzione e in seguito viene inserito nel registro degli indagati insieme all'Arcivescovo di Napoli ed ex Prefetto di Propaganda Fide Crescenzio Sepe. Secondo i magistrati perugini, l'ex ministro avrebbe acquistato con mutuo ipotecario, su segnalazione di Angelo Balducci da Propaganda Fide, quando questa era presieduta da Sepe, un immobile in Via dei Prefetti a Roma per 4160000 €, prezzo ritenuto inferiore alla valutazione di 8 milioni fatta dall'architetto Zampolini; Lunardi ha giustificato tale prezzo a causa della fatiscenza dell'immobile e del fatto che al momento dell'acquisto fosse occupato da nove inquilini. Secondo l'accusa, Lunardi avrebbe in cambio fornito a Propaganda Fide 2,5 milioni di € di finanziamento per la costruzione di un museo dell'istituzione in piazza di Spagna, finanziamento che nella realtà dei fatti era stato erogato dal Ministero dei Beni Culturali tramite decreto governativo.
Dopo l'autorizzazione del Tribunale dei Ministri, la Camera dei deputati ha ricevuto gli atti giudiziari per valutare se concedere o respingere la richiesta di autorizzazione a procedere nei confronti dell'ex ministro da parte degli inquirenti. Nell'ottobre 2010 la giunta per le autorizzazioni a procedere della Camera ha rinviato tali atti alla magistratura. Nel maggio 2012 l'indagine si è conclusa con l'archiviazione definitiva.

## Controversie

### Conflitto di interessi
Lunardi è stato accusato di conflitto di interessi: come ministro dei lavori pubblici, avrebbe avuto interesse a pilotare le decisioni governative per favorire le ditte di famiglia, quali la Rocksoil, di proprietà della moglie, come anche la società Tre Esse, controllate sempre dalla famiglia Lunardi e impegnate nella progettazione e nella realizzazione di alcuni rami della rete ferroviaria ad alta velocità (TAV).
Il 27 luglio 2006 l'Autorità Garante della Concorrenza e del Mercato delibera che l'ex ministro non ha violato la legge sul conflitto d'interessi.
In un'intervista a Le Iene il ministro Lunardi ha dichiarato che, proprio allo scopo di evitare la possibilità di conflitti di interessi, la società Rocksoil avrebbe operato esclusivamente all'estero.

### Frase sulla mafia
Lunardi è stato oggetto di critiche a causa di alcune frasi su mafia e camorra pronunciate nell'agosto del 2001 nell'ambito di una dichiarazione sulla realizzazione di opere strategiche nel sud:

### Altro
Un'altra frase che suscitò polemiche fu quando confidò, dopo avere introdotto la patente a punti, di "correre di notte a 150 all'ora e anche di più".